# Bahía de Richardson
La bahía [de] Richardson (en inglés: Richardson Bay) es un brazo poco profundo y ecológicamente rico de la bahía de San Francisco, administrado por una Agencia Conjunta de Poderes de cuatro ciudades del norte de California. El Santuario de la Bahía de Richardson, de 369 hectáreas, fue adquirido a principios del decenio de 1960 por la Sociedad Nacional Audubon.
La bahía fue nombrada en honor a William A. Richardson, capitán de barco y constructor de San Francisco de principios del siglo XIX.
La bahía de Richardson es uno de los estuarios más prístinos de la costa del Pacífico, a pesar de su periferia urbanizada, ya que alberga extensas zonas de pasto marino y considerables hábitats intermareales no perturbados. Es una zona de alimentación y descanso para una panoplia de aves estuarinas y pelágicas, mientras que sus pantanos y zonas litorales asociados sostienen una variedad de vida animal y vegetal. La bahía de Richardson ha sido designada como área importante para las aves (Important Bird Area, IBA), en base a su gran número de aves residentes y visitantes  anuales, sus avistamientos de rascón costero del Pacífico y su ubicación estratégica en la ruta migratoria. Las aguas de la bahía están sujetas a una regla de "no descarga" para proteger los elaborados y frágiles ecosistemas presentes, incluyendo una compleja pesquería, diversas poblaciones de moluscos e incluso mamíferos marinos como la foca monje. 
Debido a su falta de profundidad y a la complicada estructura del canal, la bahía de Richardson está limitada en sus usos de navegación a kayak y pequeñas embarcaciones de vela. En el perímetro de la bahía hay extensos senderos para caminar y andar en bicicleta, especialmente en las zonas costeras de Mill Valley y la ciudad de Tiburón.  